# Thomas Christopher Hofland

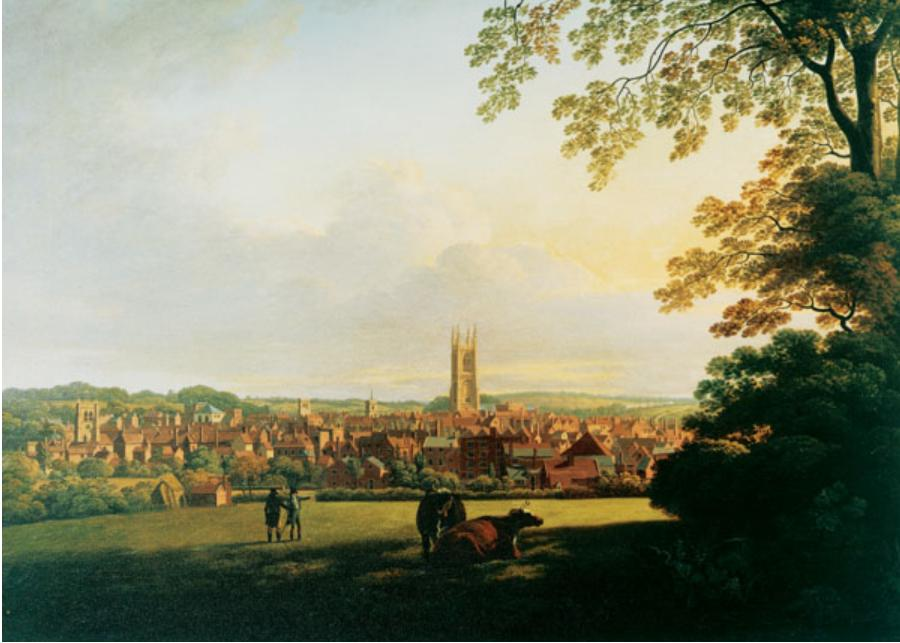
, Thomas Christopher Hofland, Derby from a Field adjoining Abbey Barns, ca. 1808

Thomas Christopher Hofland, född 1777 i Worksop i Nottinghamshire, död 3 januari 1843 i Royal Leamington Spa i Warwickshire, var en brittisk landskapsmålare.
Hofland var en elev till John Rathbone under en kort tid, men han var huvudsakligen självlärd. Han kopierade landskapsmålningar av gamla mästare, sålde dessa och samtidigt lärde sig själv. Liksom de flesta andra unga konstnärer var hans huvudsakliga inkomst undervisning. Han flyttade till Derby för att bli lärare i teckning. När han var 63 år gammal kunde han äntligen resa till Italien, och besökte Napoli och Pompeii. I Florence fick han feber. Han omkom två år senare i Leamington spa.
Hofland gifte sig med författaren Barbara Hofland. Hon publicerade nästan tjugo skönlitterära verk, och hustruns skrivande var deras huvudsakliga inkomstkälla.
Hans målningar finns på flera av de större engelska museerna, till exempel i Tate Modern , och i Sheffield, Portland och  Derby Museum and Art Gallery.  Några av hans främsta verk finns på Government Art Collection.